# Kommel (Maastricht)
De Kommel is een straat in het centrum van de Nederlandse stad Maastricht. De straat wordt gedomineerd door een drietal grote kloostercomplexen, waarvan er nog twee als zodanig in gebruik zijn. De ongeveer 200 meter lange straat telt acht rijksmonumenten, maar de helft daarvan heeft een andere straat als hoofdadres.

## Ligging
De Kommel ligt geheel binnen het Kommelkwartier in het westelijk deel van het Maastrichtse stadscentrum en loopt min of meer van noord naar zuidwest vanaf de T-kruising met de Brusselsestraat tot aan de kruising Abtstraat/Calvariestraat/Kruisherengang. Aan de oostzijde wordt ze begrensd door twee kloostercomplexen en heeft ze geen (openbaar toegankelijke) zijstraten; aan de westzijde slechts één: de Kruisherengang. Het middendeel van de straat kent een verbreding, die mede door de inrichting met openbaar groen op een plein lijkt, en daardoor ook wordt aangeduid als 'Kommelplein'. Ten zuiden van deze verbreding buigt de straat naar het westen, vanwaar ze zich voortzet als Calvariestraat.

## Etymologie
De naam Kommel (of Commer, Commert, Comment, Commeynt, Commende, Communde, Commonte) komt al in de middeleeuwen voor en werd toen gebruikt voor een groter gebied rond de huidige Kommel, Calvariestraat en Abtstraat. Tot de 16e eeuw wordt meestal gesproken van "die Comme(y)nt". De naam is mogelijk afgeleid van de Latijnse term terra commendatus, geschonken land. Een andere mogelijkheid is dat de naam verwant is aan het Engelse common, wat gemene gronden betekent. Dit wordt ondersteund door de oudste vermelding uit 1300 van een hoeve op de 'Commune', die aan de Vroenhof onderhorig was. In Maastricht bestond een bisschopskommel en een proostenkommel. De eerste, tussen de Jeker en de Tongerseweg, behoorde aan de bisschop van Luik. De proostenkommel behoorde tot de Proosdij van Sint-Servaas. Daarnaast schijnt er ook een 'comment' in Wyck te zijn geweest. De vroeger veel genoemde verklaring dat Kommel van het Latijnse cumulus (hoogte) zou zijn afgeleid, is waarschijnlijk onjuist, ook al vanwege het feit dat er sprake is van een hoge en lage kommel.

## Geschiedenis
Het gebied rond de huidige Kommel behoorde tot de proostenkommel, waar de proosten van Sint-Servaas het voor het zeggen hadden. Waarschijnlijk maakte dit gebied tevens deel uit van de heerlijkheid Tweebergen, een van de elf banken van Sint-Servaas, behorend tot het bezit van het Sint-Servaaskapittel. Vanaf 1232 werd Tweebergen, dat toen nog geheel buiten de ommuurde stad lag, rechtstreeks door de proost bestuurd, zonder tussenkomst van het kapittel (zie ook: tweeherigheid van Maastricht). Vanaf circa 1375 werd het gebied, waar zich al enkele huizen en boerderijen bevonden, door de bouw van de tweede middeleeuwse stadsomsluiting bij de ommuurde stad gevoegd. De bebouwing was aanvankelijk nog spaarzaam en deels agrarisch. In 1436 bood een zekere Egidius van Elderen enkele huizen met tuinen aan de Kommel aan de kruisheren aan, die er twee jaar later een klooster vestigden. De nieuwe kerk en klooster waren pas rond 1520 voltooid. Tegenover de kruisheren maakten eeuwenlang (en nog steeds) vrouwen de dienst uit. Uiterlijk in 1574, maar mogelijk al eerder, werd hier het refugiehuis van de Abdij van Herkenrode gebouwd.

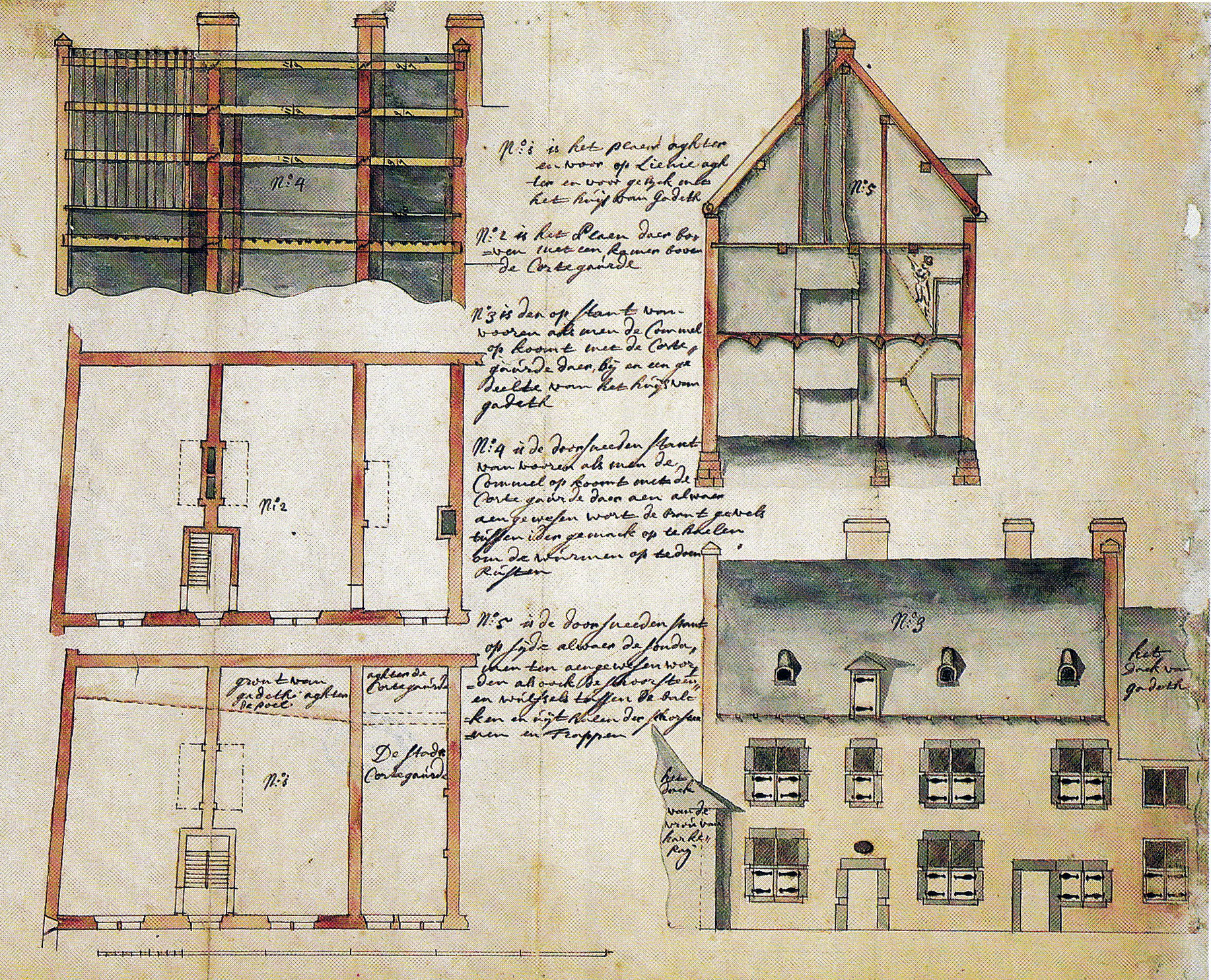
Bouwtekening niet meer bestaand huis aan de Kommel, ca. 1730

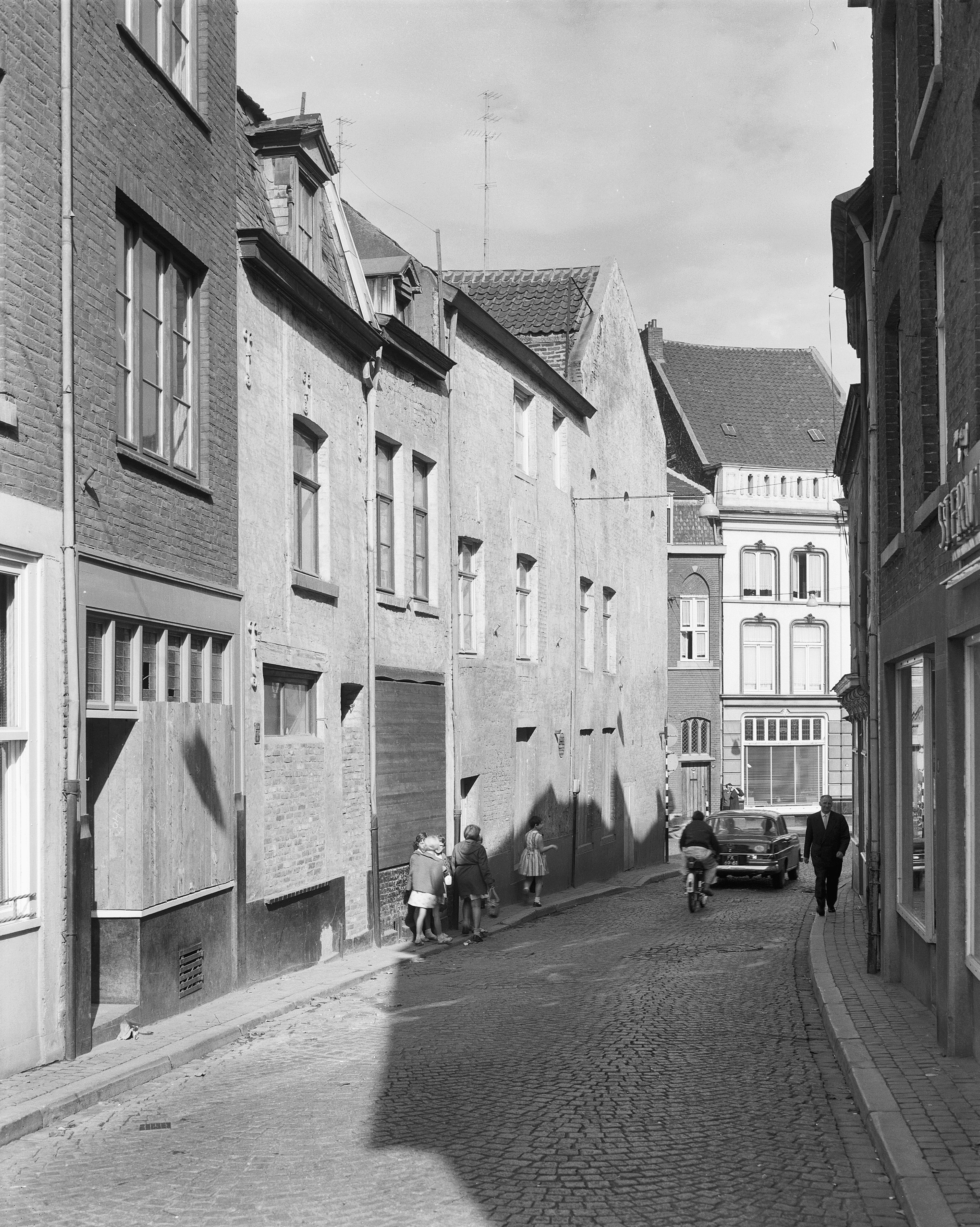
De straat vóór de verbreding, 1961

Op de hoek van de Kommel en de Brusselsestraat zou in de middeleeuwen het Sint-Nicolaasgasthuis gelegen hebben, waaraan een kerspelkapel verbonden was. De Sint-Nicolaaskapel behoorde, zoals te verwachten in deze omgeving, aan het Sint-Servaaskapittel. De kapel werd voor het eerst genoemd in 1265 en zou zijn vernield bij een grote brand in de Brusselsestraat in 1612. Het gasthuis, waarover zo mogelijk nog minder bekend is, was waarschijnlijk al in 1584 afgebroken. Aan de oostzijde van de hoek Brusselsestraat lag de leube van het gilde of ambacht van de gardeniers, het Sint-Urbanusgilde. De gardeniers bewerkten de moestuinen binnen de stad en hadden het exclusieve recht om groenten en fruit (maar ook bijvoorbeeld melk) te verkopen. In de bocht van de straat, vóór de Refugie van Herkenrode, bevond zich een drinkpoel voor het vee.
In 1794 werd Maastricht veroverd door het Franse revolutionaire leger onder leiding van generaal Kléber. Enkele jaren later werden alle kloosters in de geannexeerde gebieden opgeheven, dus ook het Kruisherenklooster. Het kloostercomplex werd onder andere gebruikt als munitie- en kledingmagazijn, kazerne en garnizoensbakkerij, en van 1897 tot 1981 als Rijkslandbouwproefstation. Kerk en klooster werden eind 19e, begin 20e eeuw ingrijpend gerestaureerd. In 2000 werd het complex verkocht aan een hotelondernemer die er een luxehotel in vestigde, het Kruisherenhotel. Aan de overkant van de straat bleven vrouwen de dienst uitmaken. De Refugie van Herkenrode was al in 1774 door de abdis van de hand gedaan. In 1873 kochten de Liefdezusters van de Heilige Carolus Borromeus het gebouw van de landbouwersfamilie Janssen en breidden hier hun klooster uit, onder andere met een damespension en een school. Aan de zuidzijde van de Refugie, waar eertijds kazernes hadden gestaan, vestigden zich in 1853 de Zusters van den Heiligen Joseph. Vanaf 1989 is hier het Katholiek Evangelisatiecentrum "De Kommel" gevestigd.
In 1962 werd ten behoeve van de verkeersdoorstroming de noordwestwand van de straat gesloopt, waardoor deze bij de aansluiting op de Brusselsestraat bijna dubbel zo breed werd. Ook het plein voor het Kruisherenklooster werd als parkeerterrein aan de auto opgeofferd. Pas in 2009 werd een deel van het plein autovrij en op een parkachtige manier heringericht.

## Erfgoed

### Religieus erfgoed
Van het Kruisherenklooster grenzen de oostelijke kloostervleugel en ket koor van de kloosterkerk aan de Kommel. De gevel van de oostvleugel is van lokale mergelsteen. Op de begane grond en in de hoge trapgevel bevinden zich spitsboogvensters, deels nog uit de 15e eeuw. Op de bovenverdieping zijn begin 16e eeuw rechthoekige vensters met kruiskozijnen van Naamse steen aangebracht. Een opvallend element zijn de rood-wit geschilderde raamluiken, die ook de dakkapellen een fleurig aanzien geven. Van de gotische Kruisherenkerk is het koor naar het plein toegekeerd. De vijf spitsboogvensters met maaswerk zijn bij de restauratie begin 20e eeuw opnieuw aangebracht.
De Refugie van Herkenrode, al bijna anderhalve eeuw onderdeel van het Klooster van de Zusters Onder de Bogen, dateert grotendeels uit 1646. De wapensteen van Barbara van Hinnesdael (1637-'53), de toenmalige abdis van Herkenrode, herinnert aan de toenmalige verbouwing. Zowel aan de Kommelzijde als aan de tuinzijde bevindt zich een traptoren, beide met jaarsteen waarop het stichtingsjaar 1574 wordt gememoreerd. Het torentje aan de tuinzijde heeft een krulgevel. In 1968 werd het gebouw gerestaureerd en uitgebreid met twee extra kloostervleugels. Ten noorden hiervan verrees rond 1980 nog meer nieuwbouw voor het klooster. Sinds 1998 is het refugiegebouw okergeel geschilderd; de nieuwbouwvleugels zijn wit. Het klooster van de Zusters van den H. Jozef, tevens Katholiek Evangelisatiecentrum "De Kommel", is geen rijksmonument.

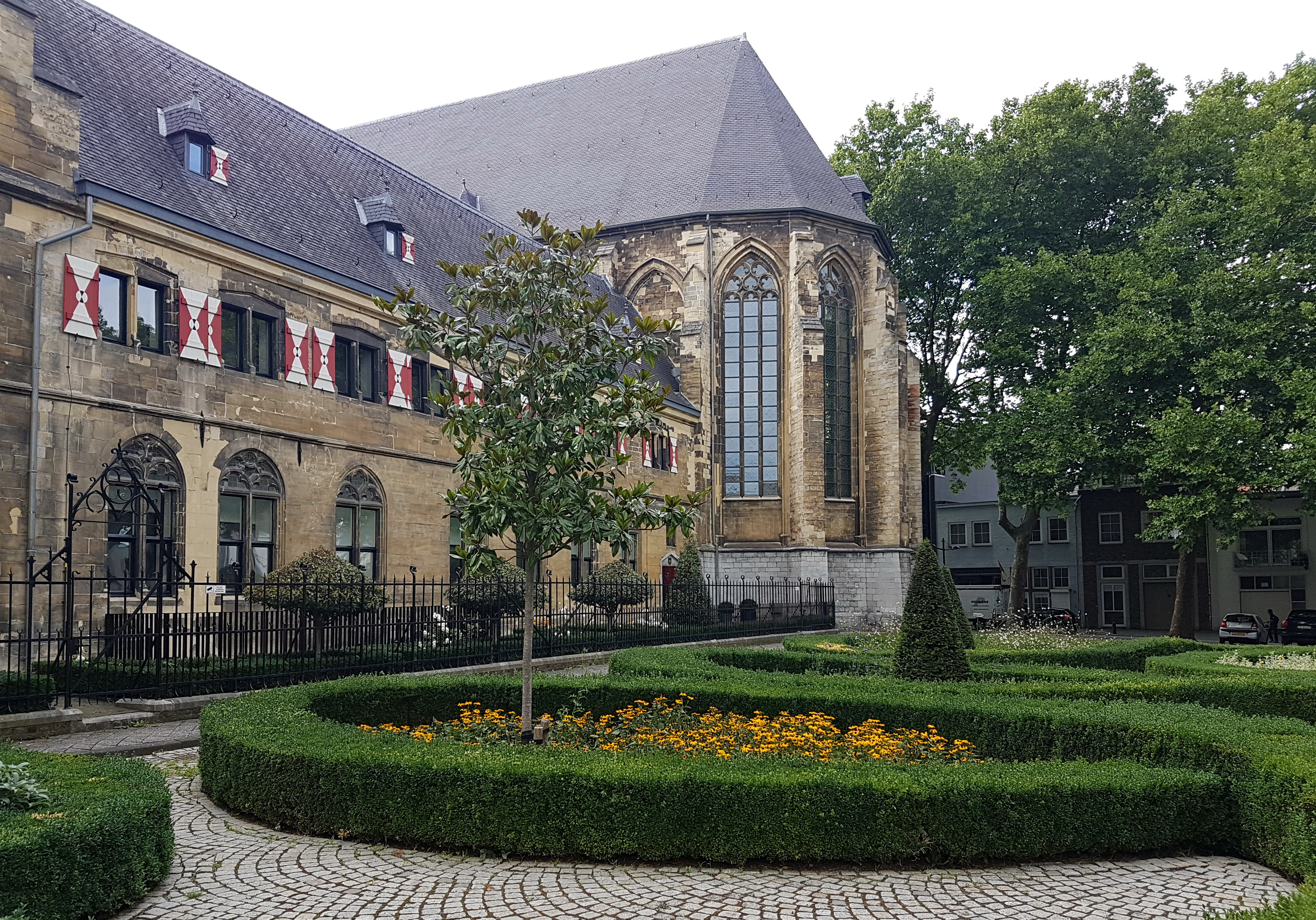
Kruisherenkerk en klooster
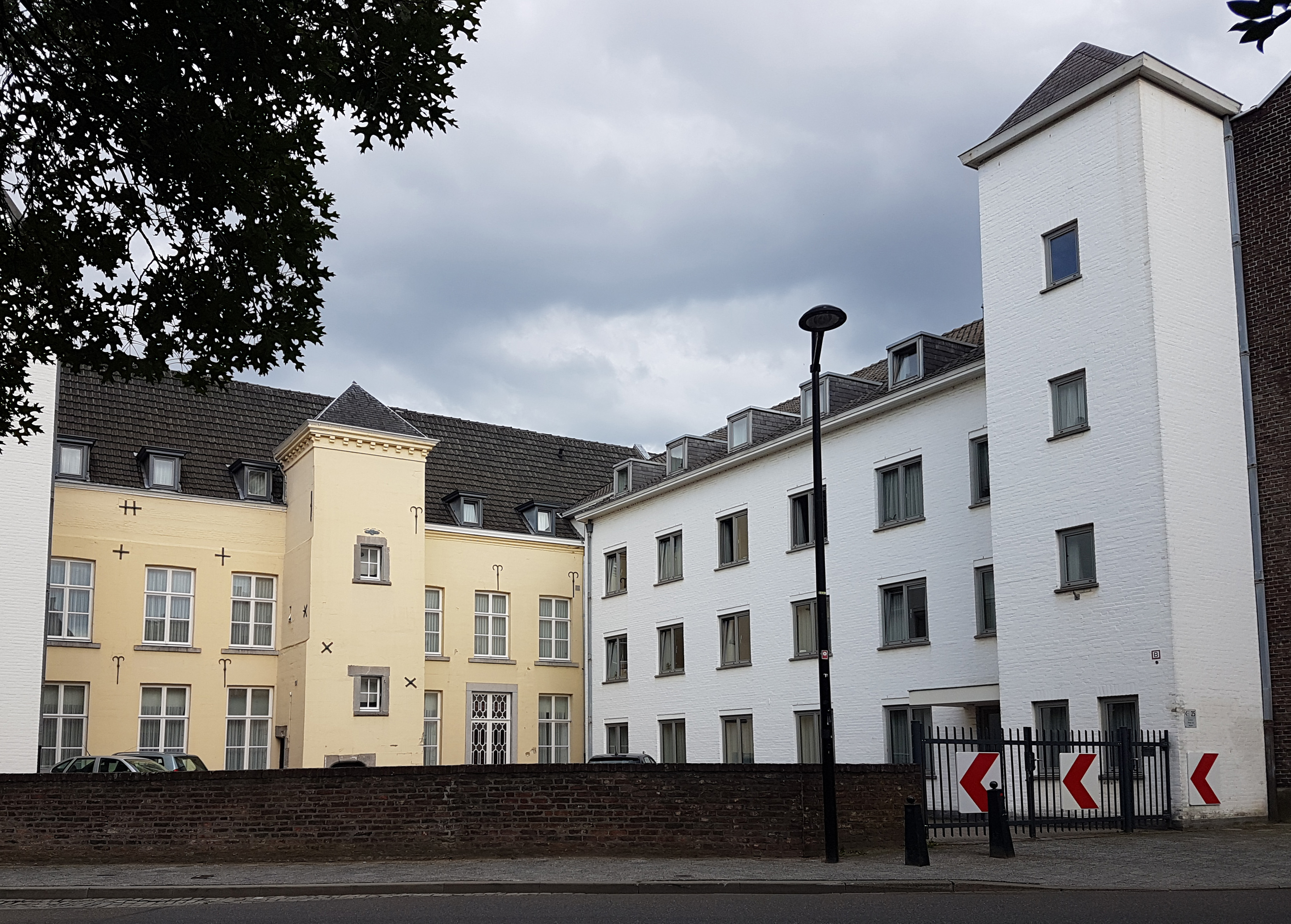
Refugie van Herkenrode en kloostervleugel
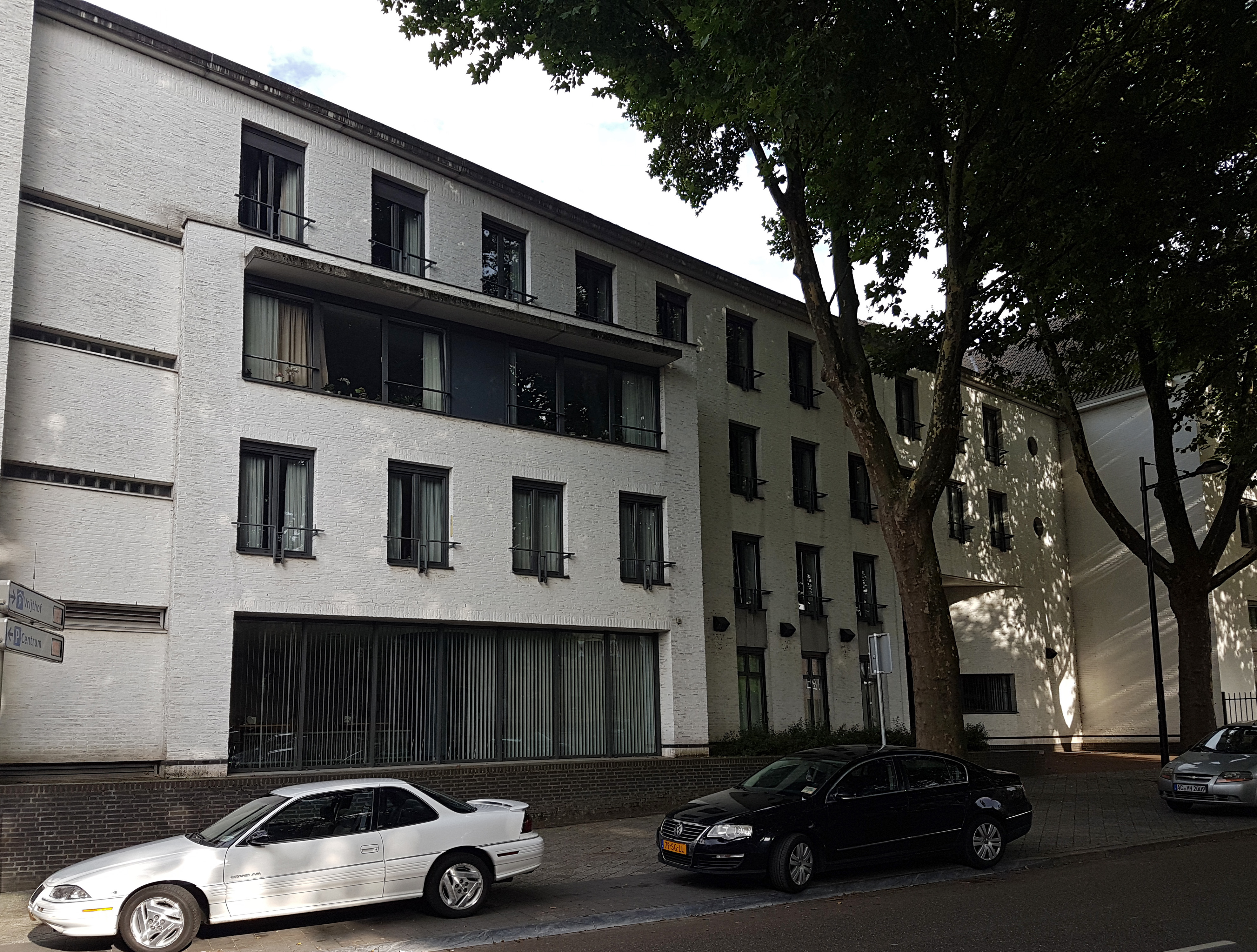
Nieuwbouwvleugel Zusters Onder de Bogen
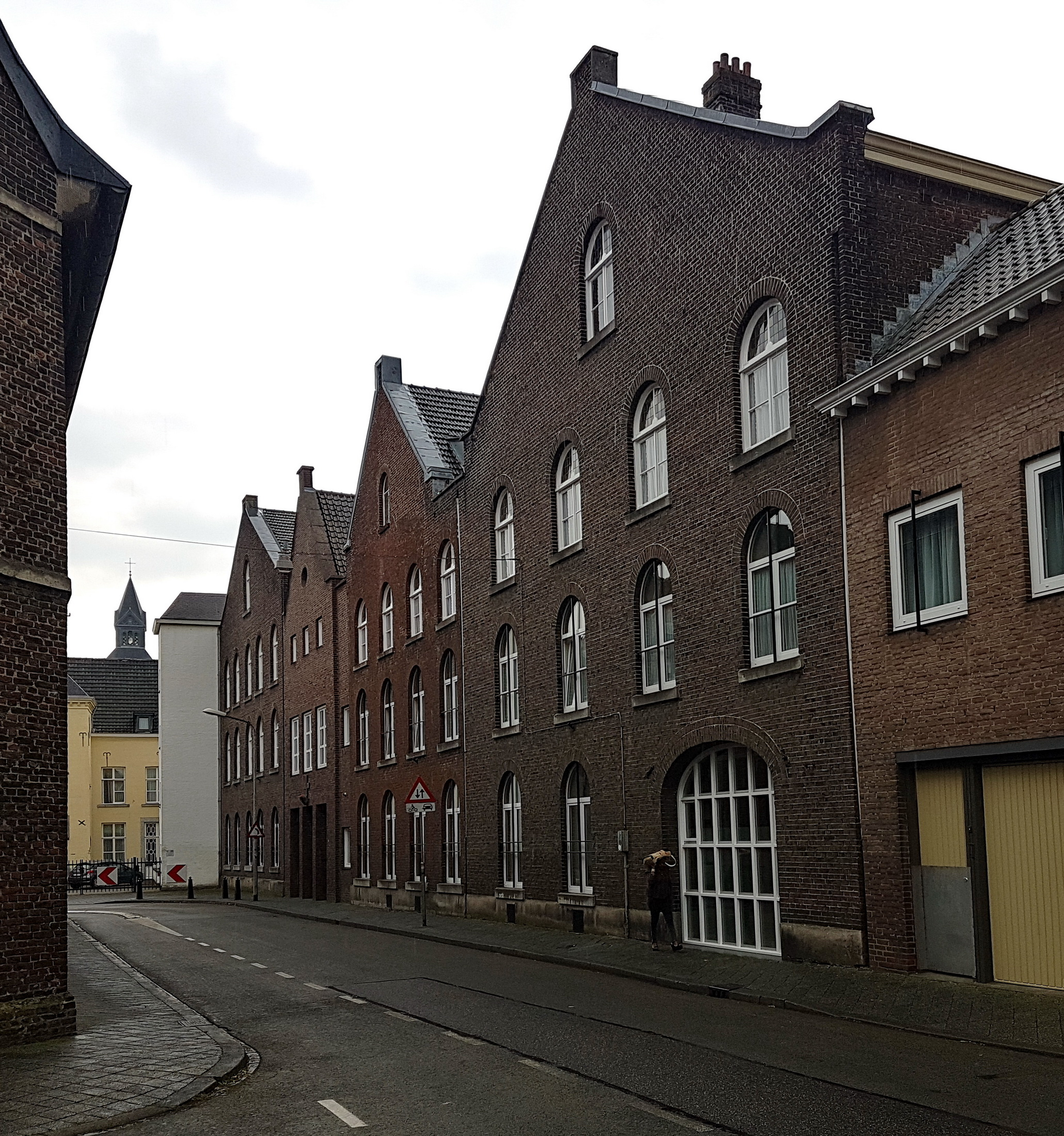
Klooster Zusters van den H. Joseph / "De Kommel"

### Rijksmonumenten en kunst in de openbare ruimte
De Kommel ligt binnen het beschermd stadsgezicht van Maastricht. In de straat liggen acht rijksmonumenten, maar enkele daarvan hebben een ander adres omdat ze tot een groter complex behoren. De rijksmonumenten Kommel 1 en 15 zijn eenvoudige 18e-eeuwse huizen met lijstgevels en deels bewaard gebleven hardstenen raamomlijstingen. Het eerste pand bezit een dubbele jaarsteen "17|18". Van het tweede pand is de grote poort met hardstenen omlijsting bewaard gebleven, maar een deel van de gevel is vernieuwd. Kommel 26-30 bestaat in feite uit één pand, maar omvat drie huisjes en twee rijksmonumenten. Het wordt door een modern paviljoen gescheiden van het rijksmonument Kruisherengang 23, dat op de hoek van de Kommel ligt. Het pand heeft net als Kommel 26 een opvallend afgesneden hoekgevel en daarbij nog een trapgevel.
Op het in 2009 opnieuw ingerichte pleintje voor het Kruisherenhotel staat op een natuurstenen sokkel de bronzen sculptuur Julius Solway van Arthur Spronken uit 1982. Het beeld van een paard zonder ledematen stond aanvankelijk op het Dominikanerkerkplein.

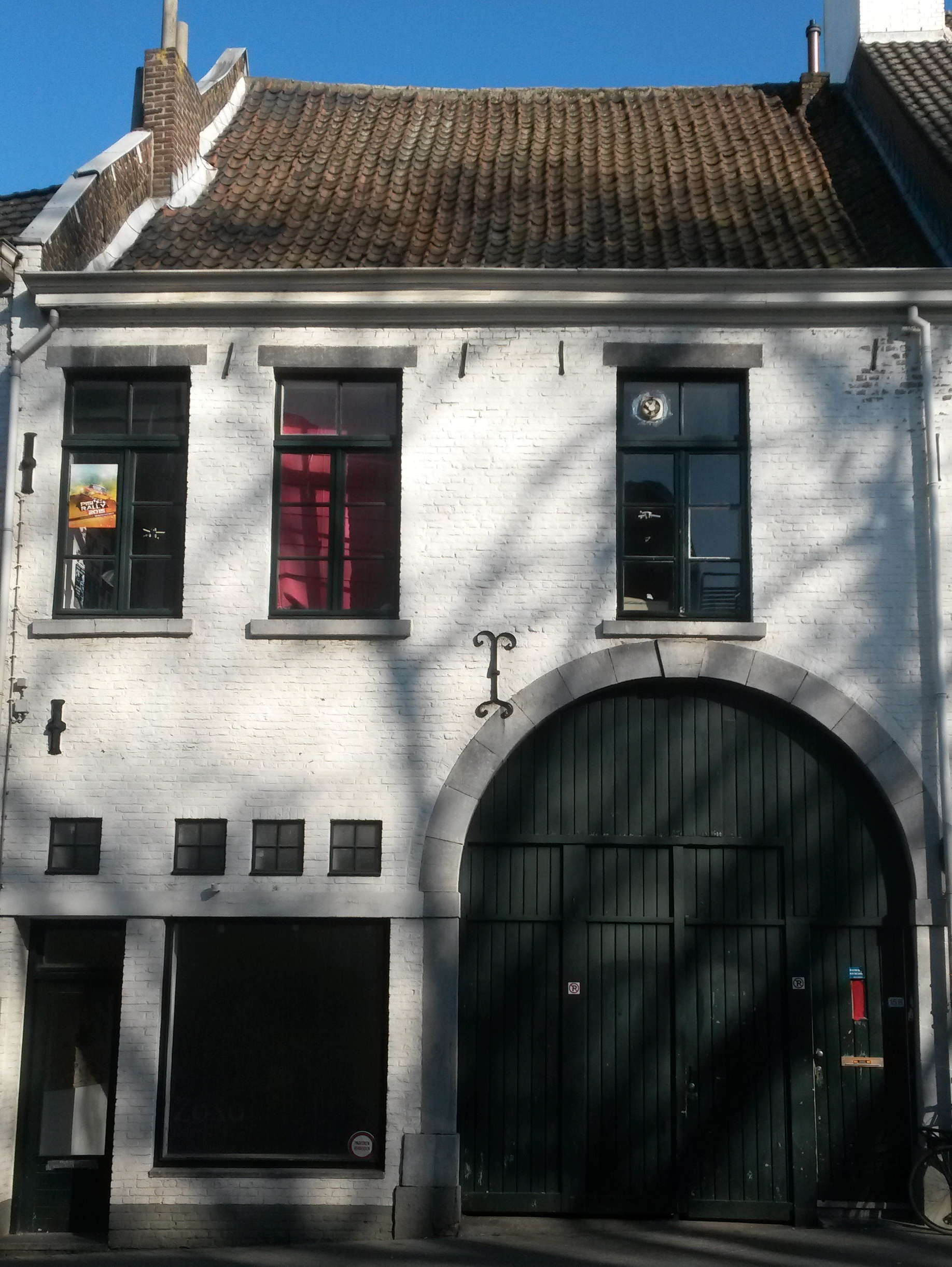
Kommel 15
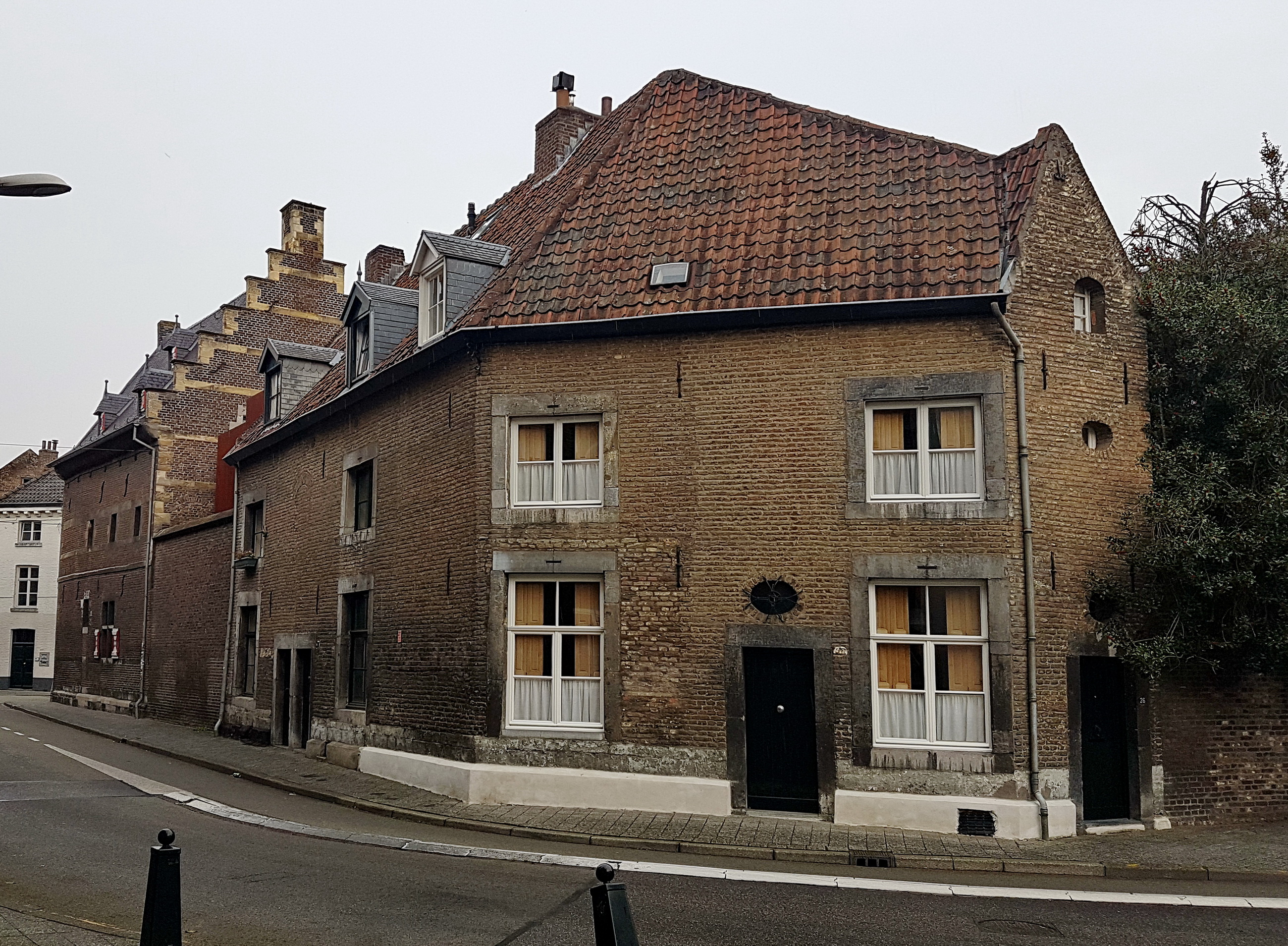
Kommel 26-30
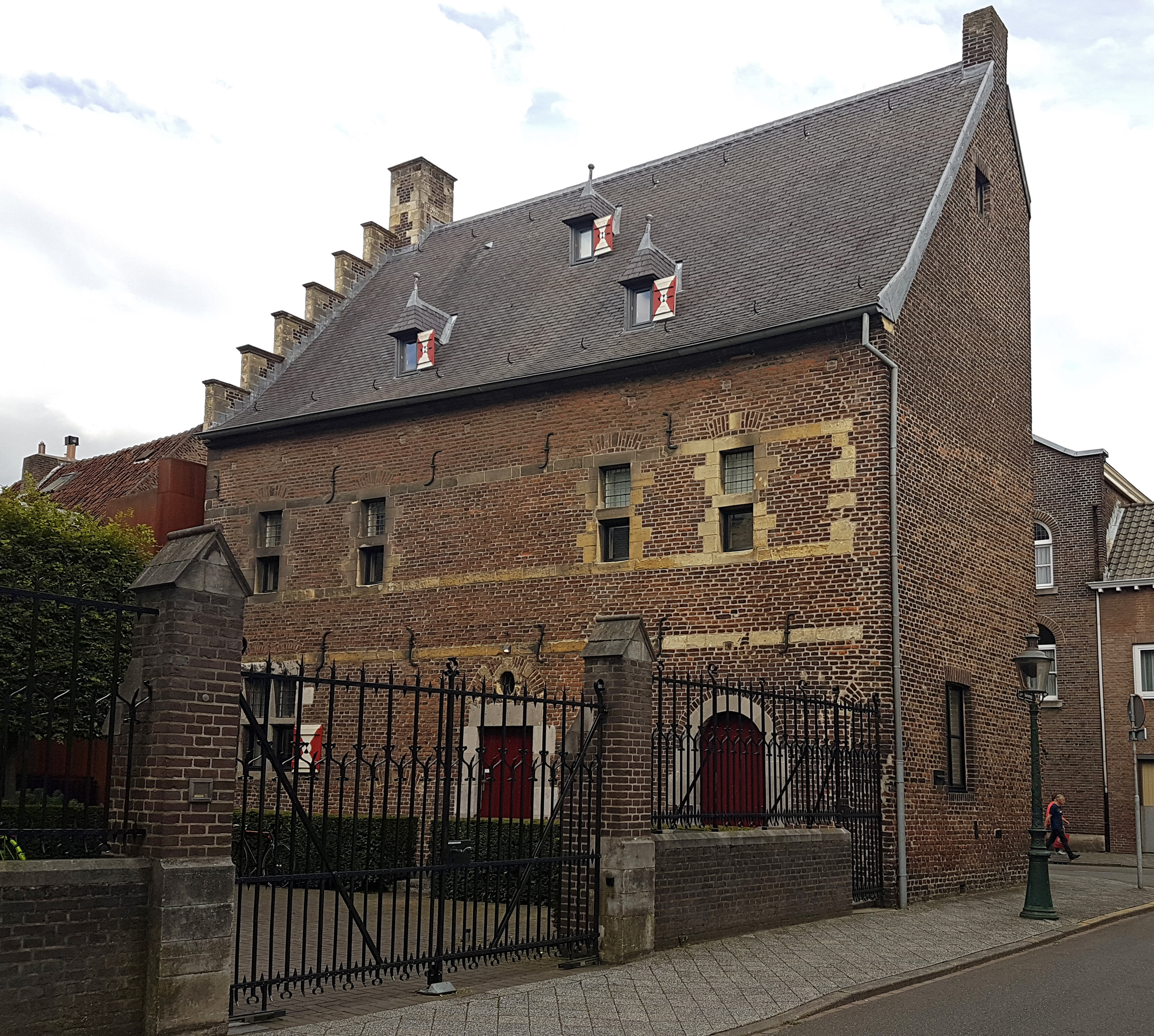
Kruisherengang 23
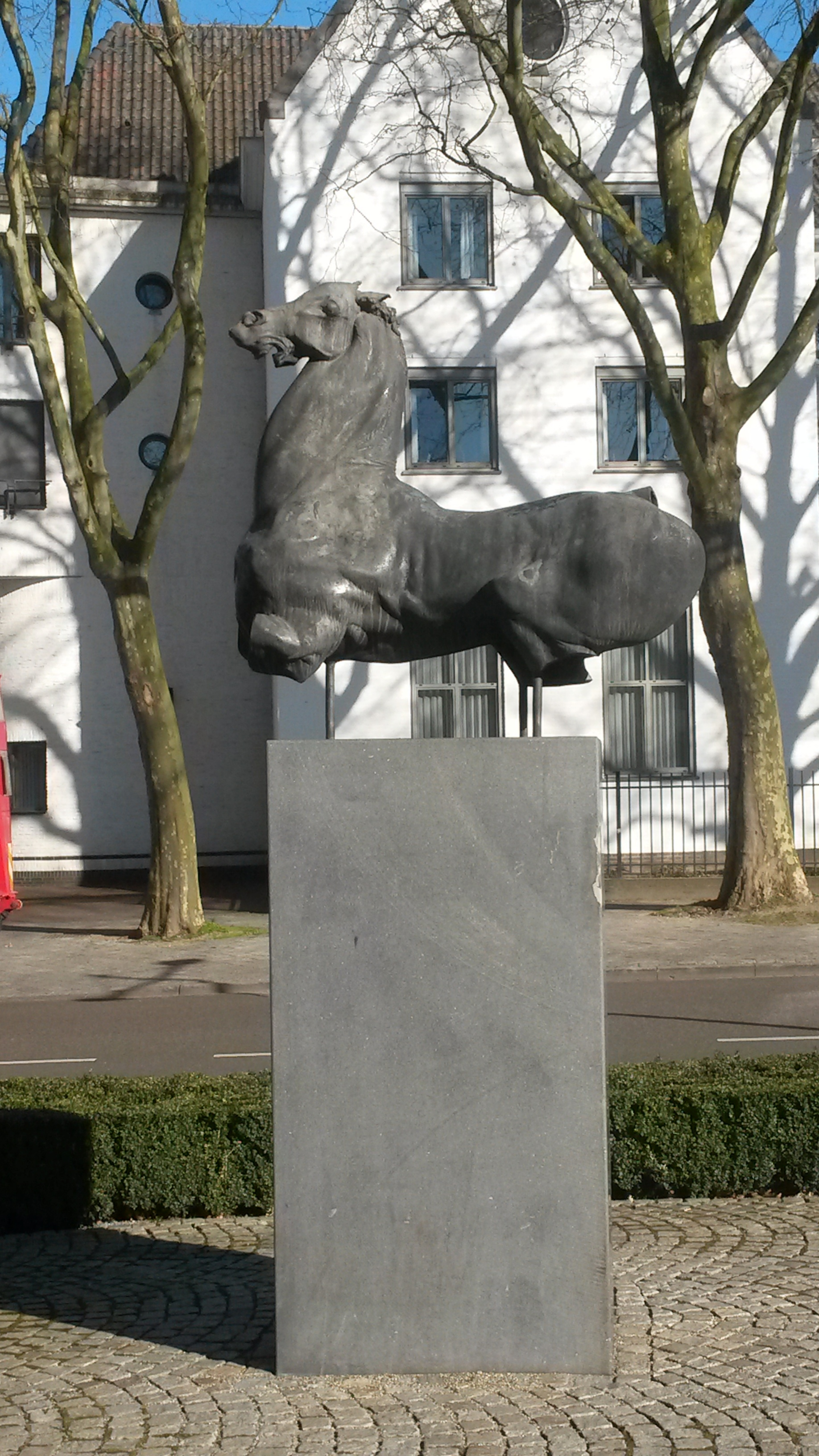
Sculptuur Julius Solway